# Tayem
Tayem is een bestuurslaag in het regentschap Cilacap van de provincie Midden-Java, Indonesië. Tayem telt 3581 inwoners (volkstelling 2010).